# St. Anna Hospital (Herne)
Das St. Anna Hospital (Herne) ist ein katholisches allgemeines Krankenhaus in der Stadt Herne. Es gehört zur St. Elisabeth Gruppe.

## Unternehmen
Die Initiative zur Gründung des Krankenhauses entwickelte sich aus dem Engagement von Mitgliedern der St. Laurentius-Gemeinde im Herner Stadtteil Wanne. Das St. Anna Hospital wurde am 27. September 1901 eröffnet. Damals verfügte es über 40 Betten. Heute zählt das Haus mehr als 380 Betten und ist ein modernes Krankenhaus. Das St. Anna Hospital hat über 1000 Mitarbeiter. Im Jahr 2019 wurde das Krankenhaus vom Magazin Focus Gesundheit unter den 100 „besten Kliniken“ in Deutschland aufgeführt.

### Abteilungen
- Zentrum für Orthopädie und Unfallchirurgie, wurde im Jahr 2019 im nationalen Vergleich durch „Focus Gesundheit“ für Orthopädie und Wirbelsäulenchirurgie ausgezeichnet[2]
- Allgemein- und Viszeralchirurgie, seit 2008 mit einer jährlichen Veranstaltung „Endosommer“ – Expertenkongress und Fortbildungsveranstaltung[3]
- Klinik für Innere Medizin
- Klinik für Gastroenterologie mit weitreichender Koordinierung der Versorgung im ambulanten Sektor von onkologischen Patienten u. a. durch Ambulante Spezialfachärztliche Versorgung (ASV)[4]
- Frauenheilkunde, mit Schwerpunkten u. a. auf Endometriose, Kinderwunsch, Myomen, Eierstockzysten, Harninkontinenz
- Geburtshilfe, jährlich mehrere Hundert Geburten[4]
- Kooperatives Brustzentrum, zertifizierter Standort des Brustzentrums Bochum/Herne[4]
- Anästhesie und Intensivmedizin
- Fachabteilung Onkologie
- Zentrum für Prävention, Therapie, Rehabilitation

Jährlich werden 85000 Patienten versorgt. Im Jahr 2019 verzeichnete das St. Anna Hospital 1000 Geburten – im Jahr 2018 waren es 983, und im Jahr 2017 937 Geburten.